# Adéla Hanzlíčková
Adéla Hanzlíčková (ur. 4 maja 1994 roku) – czeska zapaśniczka walcząca w stylu wolnym. Olimpijka z Rio de Janeiro 2016, gdzie zajęła dziewiętnaste miejsce w kategorii 63 kg.
Brązowa medalistka mistrzostw świata w 2024; piąta w 2021. 
Wicemistrzyni Europy w 2019; trzecia w 2021, 2024 i 2025; piąta w 2014, 2021 i 2023. Druga w indywidualnym Pucharze Świata w 2020. Siódma na igrzyskach europejskich w 2015 i jedenasta w 2019. 
Trzecia na ME juniorów w 2014. Trzecia na MŚ U-23 w 2017. Druga na ME U-23 w 2015, 2016 i 2017. Mistrzyni kraju w 2013, 2014 i 2015 roku.